# سیف‌الدین محمد غوری
سیف الدین سوری یا سیف‌الدین محمد فرزند علاءالدین حسین غوری خشمگین ترین سلطان دودمان غوری بین سال‌های ۱۱۶۱ تا ۱۱۶۳ بود او در نخستین نبرد به غزنین موفق شد.

## زندگی‌نامه
پس از به قدرت رسیدن، وی آزار و شکنجهٔ اسماعیلیان را که در زمان پدرش رایج بود، آغاز کرد. سیف‌الدین همچنین دو پسر بهاءالدین سام یکم، غیاث‌الدین غوری و معزالدین محمد غوری را آزاد کرد. بعداً با کمک غیاث‌الدین او جنگ علیه ترکان اوغوز را آغاز کرد اما طی نبردی در سال ۱۱۶۳ در نزدیکی مرو توسط برادر ورمش ابن شیث که وی او را اعدام کرده بود، کشته شد. پس از او غیاث‌الدین محمد غوری جانشین‌اش گردید.